# Diorama

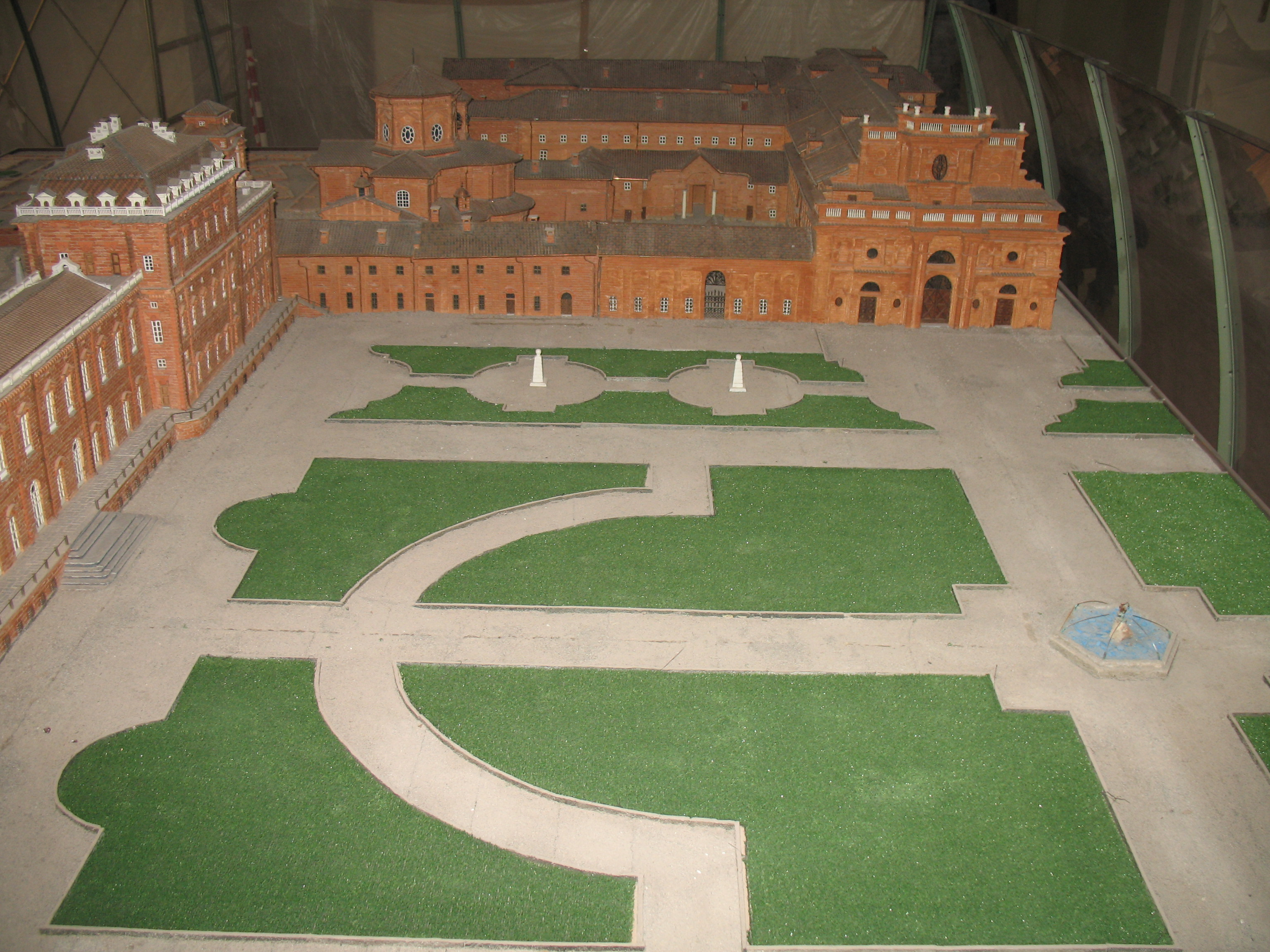
Modello della Reggia di Venaria Reale, di Torino.

Un diorama è un'ambientazione in scala ridotta che ricrea scene di vario genere.

## Storia
I più antichi diorami sono probabilmente quelli realizzati nella prima metà dell'Ottocento da Paolo Savi e conservati presso il Museo di Storia Naturale e del Territorio di Calci, in provincia di Pisa. Essi sono i primi esempi di ricostruzioni tridimensionali di interazioni tra animali e, all'epoca, furono ritenuti d'insuperabile qualità dai maggiori musei europei. 
L'invenzione e la costruzione dei primi diorama moderni, tra il 1822 e il 1827, sono accreditate a Louis Daguerre insieme con Charles-Marie Bouton; gli sfondi e le ambientazioni sceniche furono opera del pittore Hippolyte Sebron.

## Applicazioni
Fra gli utilizzi più diffusi dei diorami i principali sono quello ad uso tecnico, soprattutto ingegneristico e architettonico (riproduzione di edifici, oggetti industriali e superfici), di istruzione e hobbistico (modellismo) che permette di ricreare particolari ambientazioni in scala, col fine di ottenere effetti quanto più possibile realistici.

### Giochi di ruolo
Specialmente nel campo dei wargame fantastici e dei giochi di ruolo, il diorama può rappresentare una scena di fantasia legata in qualche modo al gioco, ad un libro o ad un film. In particolare si ricreano scenari costruendo vari elementi come colline, case, boschi, per lo svolgimento delle battaglie in giochi come Warhammer e Warhammer 40.000 oppure Confrontation. In questo caso i diorami sono disposti in modo da ricreare la scena tattica in cui si muovono le miniature dei due (o più) schieramenti. Possono quindi rappresentare duelli, scene di guerriglia o battaglie.

### Modellismo

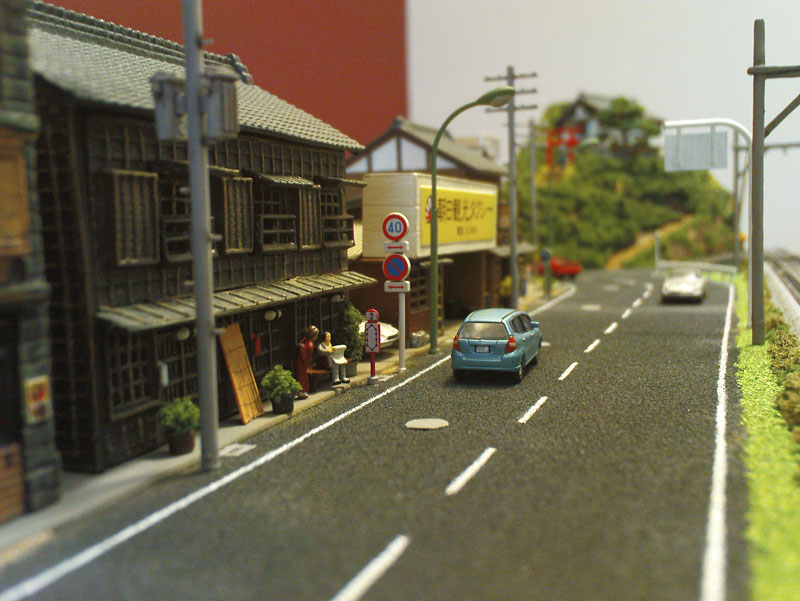
Diorama ferroviario, tipico esempio.

In ambito modellistico il diorama viene utilizzato per riprodurre scenari reali o immaginari nei quali inserire ogni tipo di soggetto. Fra gli scenari più diffusi vi sono quelli ferroviari, i percorsi automobilistici, i campi di battaglia. Anche la classica rappresentazione presepiale può essere considerata a tutti gli effetti un diorama.
I diorami più classici e conosciuti probabilmente sono quelli utilizzati in ambito del modellismo ferroviario, che ricreano in scala una piccola ferrovia con trenini elettrici funzionanti ed integrati nel paesaggio e i diorami fantascientifici, come quelli di Star Wars o di serie anime come Gundam, oltre al diorama con soggetti reali che rappresenta spesso scene di guerra o pose plastiche di modelli in scala, sovente in scala 1/35. 

### Musei

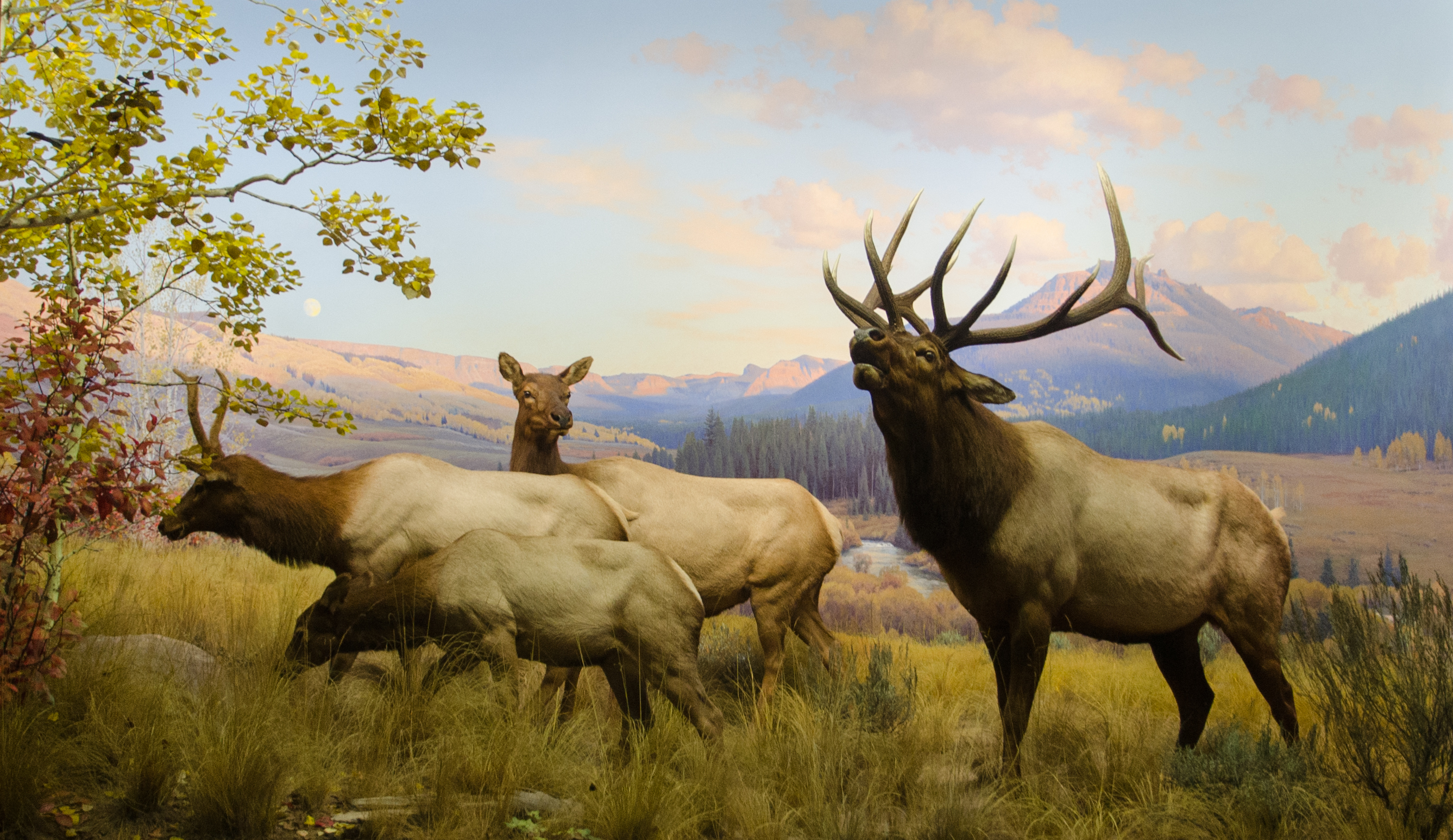
Diorama dell'American Museum of Natural History di New York.

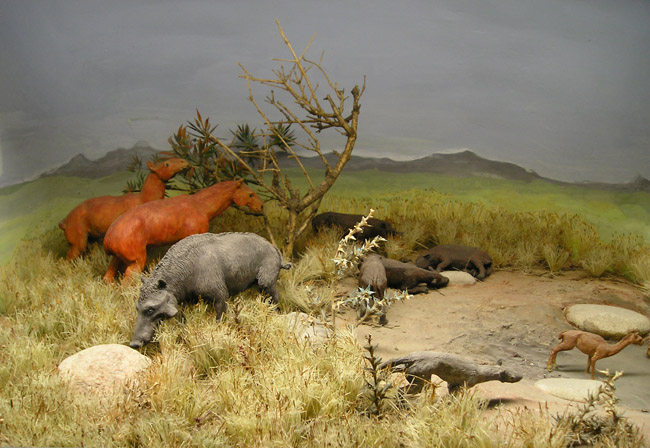
Diorama del Miocene nel Royal Ontario Museum di Toronto.

Nei musei della scienza o della tecnica, i diorami vengono utilizzati per rappresentare ricostruzioni di scene di vita naturale, degli animali o dell'uomo e ambienti di lavoro.

### Stereoscopia
La tecnica dei diorami è stata largamente utilizzata per la realizzazione di racconti tridimensionali - soprattutto fiabe, racconti biblici o illustrazione scientifica - per sistemi steroscopici quali View-Master, Tru-Vue e altri similari. 
Nel caso del View-Master, una équipe di artisti era all'opera nella ditta di Portland per scolpire e modellare personaggi e scenari da riprendere attraverso la tecnica fotografica stereoscopica, in modo da permettere una illusione di tridimensionalità una volta che le diapositive 3D vengono visualizzate con un visore apposito. Tra gli artisti maggiormente apprezzati, specializzati in questa tecnica, vi erano Florence Thomas e Joe Liptak.